# Zoskales
Zoskales, właściwie Za Haqala – pierwszy znany władca państwa Aksum. Rządził na terenie Półwyspu Somalijskiego, na przełomie pierwszego i drugiego wieku naszej ery.

## Życiorys
Jedynym źródłem, które wspomina o Zoskalesie jest grecki Periplus Morza Erytrejskiego, nieznanego autorstwa. W rozdziale piątym periplusu został opisany jako władca portu Adulis, położonego w pobliżu dzisiejszych miast Massaua i Asab. Rozdział czwarty opisuje Aksum: 

Stamtąd do miasta ludu zwanego Aksumczykami jest pięć dni podróży. Do tego miejsca kość słoniowa jest przewożona przez cały kraj poprzez Nil, oraz rejon zwany Cyeneum, a następnie do Adulis.

Z kolei w rozdziale piątym periplusu jest napisane:

Te miejsca sięgające [od rejonów zamieszkanych przez] "zjadaczy cieląt" do reszty kraju Berberów są rządzone przez Zoskalesa, który jest skąpy w swoich uczynkach i zawsze dąży do tego aby mieć więcej, ale poza tym jest prawy i zaznajomiony z grecką literaturą.

Angielski egiptolog Henry Salt, żyjący na przełomie XVIII i XIX wieku identyfikował Zoskalesa z legendarnym władcą o imieniu Za Haqala, który znajduje się na liście tradycyjnych królów Etiopii i który miał rządzić przez trzynaście lat. Natomiast antropolog George Huntingford jest zdania, że Zoskales był pomniejszym władcą i zasięg jego rządów obejmował tylko Adulis.